# 保利貝格山
47°35′5″N 16°20′21″E / 47.58472°N 16.33917°E

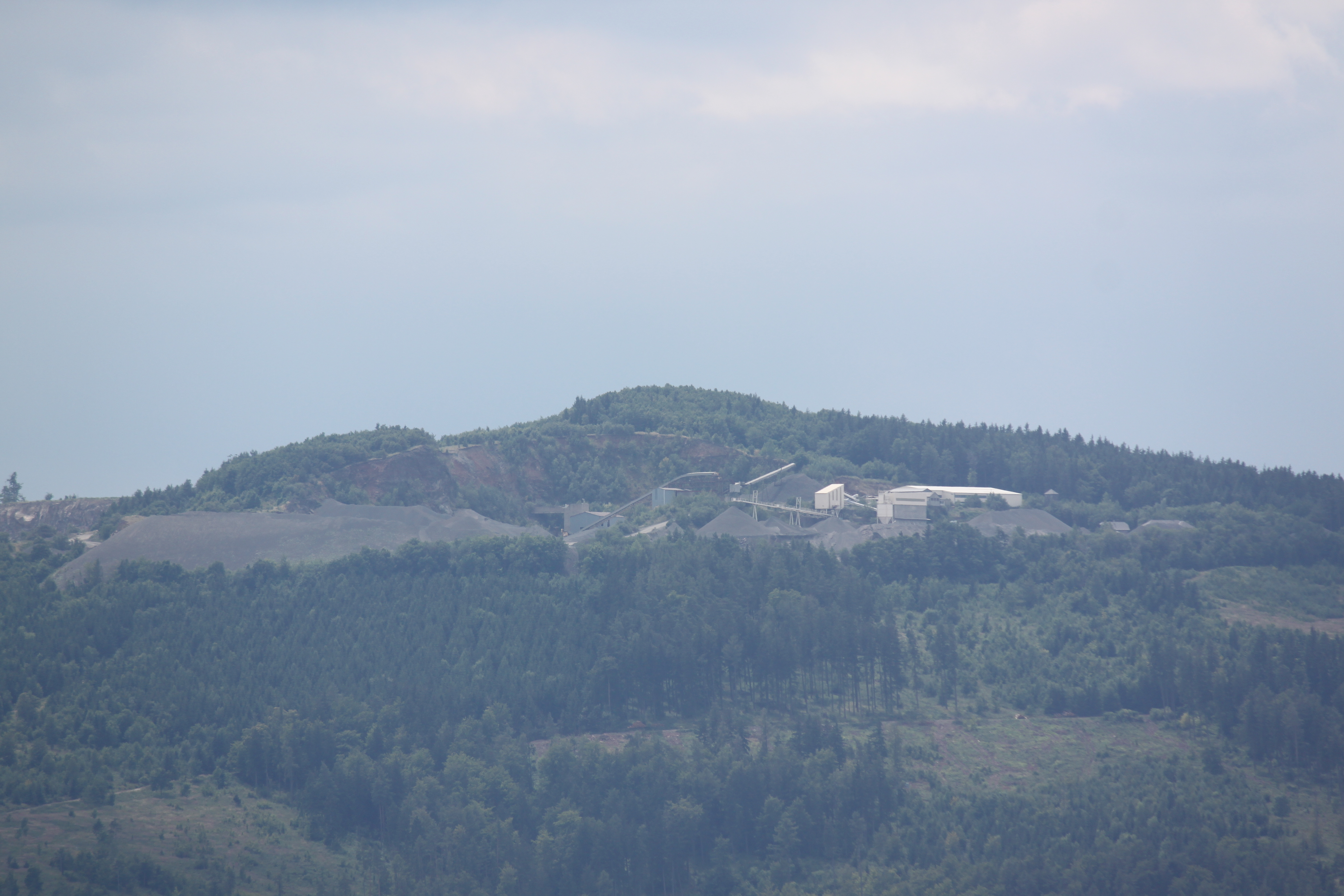

保利貝格山（德語：Pauliberg），是奧地利的山峰，位於該國東部，由布爾根蘭州負責管轄，海拔高度761米，山體由玄武岩組成，每年平均降雨量1,074毫米。